# Сен-Фильбер-де-Шан
Сен-Фильбе́р-де-Шан (фр. Saint-Philbert-des-Champs) — коммуна во Франции, находится в регионе Нижняя Нормандия. Департамент коммуны — Кальвадос. Входит в состав кантона Бланжи-ле-Шато. Округ коммуны — Лизьё.
Код INSEE коммуны — 14644.

## Население
Население коммуны на 2010 год составляло 688 человек.
| 1962 | 1968 | 1975 | 1982 | 1990 | 1999 | 2010 |
| ---- | ---- | ---- | ---- | ---- | ---- | ---- |
| 346  | 347  | 368  | 528  | 574  | 606  | 688  |

## Экономика
В 2010 году среди 447 человек трудоспособного возраста (15—64 лет) 316 были экономически активными, 131 — неактивными (показатель активности — 70,7 %, в 1999 году было 68,8 %). Из 316 активных жителей работали 292 человека (154 мужчины и 138 женщин), безработных было 24 (12 мужчин и 12 женщин). Среди 131 неактивных 28 человек были учениками или студентами, 59 — пенсионерами, 44 были неактивными по другим причинам.